# Universidade al Quaraouiyine
A Universidade Al Quaraouiyine (em árabe: جامعة القرويين) está localizada em Fez, Marrocos. Outras variações do nome incluem Al Karaouine, Kairouyine, Quarawin, Al-Qarawiyin, Kairaouine, Karaouine, Karouine, Karueein e El Qaraouiyn.
Fundada em 859, é considerada a universidade mais antiga do mundo, segundo o Livro Guinness dos Recordes.

## História
Al Quaraouiyine foi fundada com uma madraça, em 859, por Fatima al-Fihri, filha de um próspero comerciante chamado Mohammed Al-Fihri. A família Al-Fihri era xiita e havia emigrado de Cairuão (daí o nome da mesquita), Tunísia, para Fez no início do século IX. Na época, o território de Fez era parte do Califado Fatímida, xiita. Lá a família juntou-se a uma comunidade de outros imigrantes oriundos de Cairuão e já estabelecidos na parte oeste da cidade. Fatima e sua irmã, Mariam, herdaram uma grande soma de dinheiro de seu pai. Fatima decidiu destinar toda a sua herança à construção de uma mesquita para a sua comunidade. Nessa mesquita, instalou-se a primeira madraça de que se tem notícia.
Várias fontes descrevem a madraça medieval como uma universidade
Alguns acadêmicos acreditam que essas madraças (notadamente as de Alandalus e as do Emirado da Sicília) tenham influenciado as universidades medievais europeias. Outros, porém, questionam essa influência do mundo islâmico sobre a Europa cristã e destacam as diferenças de estrutura, metodologias, procedimentos, currículos e estatuto legal entre a madraça e a universidade europeia.

## Biblioteca
A biblioteca, localizada no centro histórico da cidade, integra o complexo da universidade e é também considerada a mais antiga biblioteca do mundo ainda em atividade. Também fundada no século IX, possui mais de quatro mil livros raros e manuscritos árabes, dentre os quais um Alcorão do século IX e um manuscrito do filósofo Averróis.